# Courvoisier
Courvoisier (рус. Курвуазье) — марка и компания-производитель коньяка, которая входит в «большую коньячную четверку».

## История
История производства Courvoisier берёт своё начало в 1809 году, когда Эммануэль Курвуазье совместно с Луи Галлуа открыли свою виноторговую компанию в Берси, пригороде Парижа.
В 1811 году в Берси прибыл Наполеон Бонапарт, как это зафиксировано в исторической картине Этьена Буо (фр. Etienne Bouhot) The Emperor Napoleon visiting the market for eau-de-vie on the Quai Bercy on 8th February 1811. Позже императору было приписано, что он посетил склады Луи Галлуа и Эммануэля Курвуазье и высоко оценил качество коньяка. По легенде, в ссылку на остров Святой Елены Наполеон взял с собой на корабль несколько бочек коньяка Луи и Эммануэля. Английские офицеры, сопровождавшие императора, оценили напиток по достоинству и дали ему название «Коньяк Наполеона».
В 1828 году компания Курвуазье и Галлуа, которую возглавили сыновья основателей — Феликс и Жюль, стала известна как коньячный дом Courvoisier и была перенесена в город Жарнак, регион Коньяк. Штаб-квартира нового коньячного дома расположилась в замке на берегу реки Шаранта.
В 1869 году наследник Наполеона Бонапарта Наполеон III присвоил дому Courvoisier почётное звание «Официального поставщика Императорского двора». Courvoisier также поставлялся в королевские дворцы Дании, Англии и Швеции.
К 1909 году бизнес по производству коньяка был продан семье из Англии, братьям Альфреду и Джорджу Саймонам. В это же время был создан логотип Courvoisier, на котором изображён силуэт Наполеона, а через год коньячный дом выпустил коньяк с названием Napoleon, который позже дал наименование отдельной категории коньяков.
В 1940 году, во время Второй мировой войны, Джордж Саймон был вынужден покинуть Францию и переехать в Великобританию, откуда продолжал руководить компанией. В период войны германские войска использовали замок Courvoisier в качестве казино, и, чтобы не допустить перехода компании во владение оккупантов, Саймон продал её своим французским друзьям Жоржу Хьюберту и Кристиану Браастаду. Однако после окончания войны в 1945 году компания Courvoisier снова вернулась во владение к Саймону.
В 1951 году компания выпустила бутылку «Жозефина», которая была названа в честь первой жены Наполеона. До сих пор существуют 2 версии происхождения данной формы: по одной из них, бутылка смоделирована по образу платьев Жозефины, а по второй — копирует форму перевернутых коньячных бокалов. Сегодня форма бутылки с тонкой горловиной и широким основанием стала классической и считается показателем высококачественного коньяка.

## Производство
Процесс производства коньяка можно разделить на четыре ключевых этапа: выращивание винограда, дистилляция, выдерживание и купажирование.

### Выращивание винограда
Courvoisier производят из винограда областей Гран-Шампань, Пти-Шампань, Бордери и Фэн-Буа. Основной сорт винограда, который используется для производства, — Уни-Блан. Виноград собирается на пике созревания (конец лета). После сбора виноград прессуют, выжимая из него сок, который подвергается естественной ферментации в течение 7 дней. Полученное вино далее отправляется на дистилляцию.

### Дистилляция
Вино проходит двойную дистилляцию по технологии, типичной для региона Коньяк. Процесс дистилляции осуществляется круглосуточно, только в период с октября по март. Коньячный дом Courvoisier использует только медные перегонные кубы небольшой ёмкости — 25 гектолитров. Данный объём позволяет удлинять процесс дистилляции, что делает его дороже, но позволяет получить продукт более высокого качества.
Courvoisier дистиллирует вино по сложной технологии, оставляя дрожжевой осадок, что влияет на вкус коньяка. В процессе дистилляции спирты разделяются на три части: «головы», «сердце» и «хвосты». Для создания коньяка используется только «сердце». Этот прозрачный коньячный спирт крепостью 72° называют «eau-de-vie» (вода жизни).

### Выдерживание
После дистилляции идёт процесс выдерживания в дубовых бочках. Деревянные доски, предназначенные для создания бочек, должны быть высушенными естественным путём под открытым небом в течение трёх лет.
Процесс выдерживания в бочках проходит в 2 этапа. Первый — это выдержка молодых спиртов в новых бочках. Этот этап называется экстракция и длится год. После этого спирты переливают в старые бочки, где начинается процесс окисления. В этот момент формируется аромат, вкус и цвет коньяка.

### Купажирование
На финальной стадии производства коньяка мастер купажа и его команда работают над тем, чтобы создать гармоничное сочетание зрелых коньячных спиртов.

## Продукция

### Классические выпуски

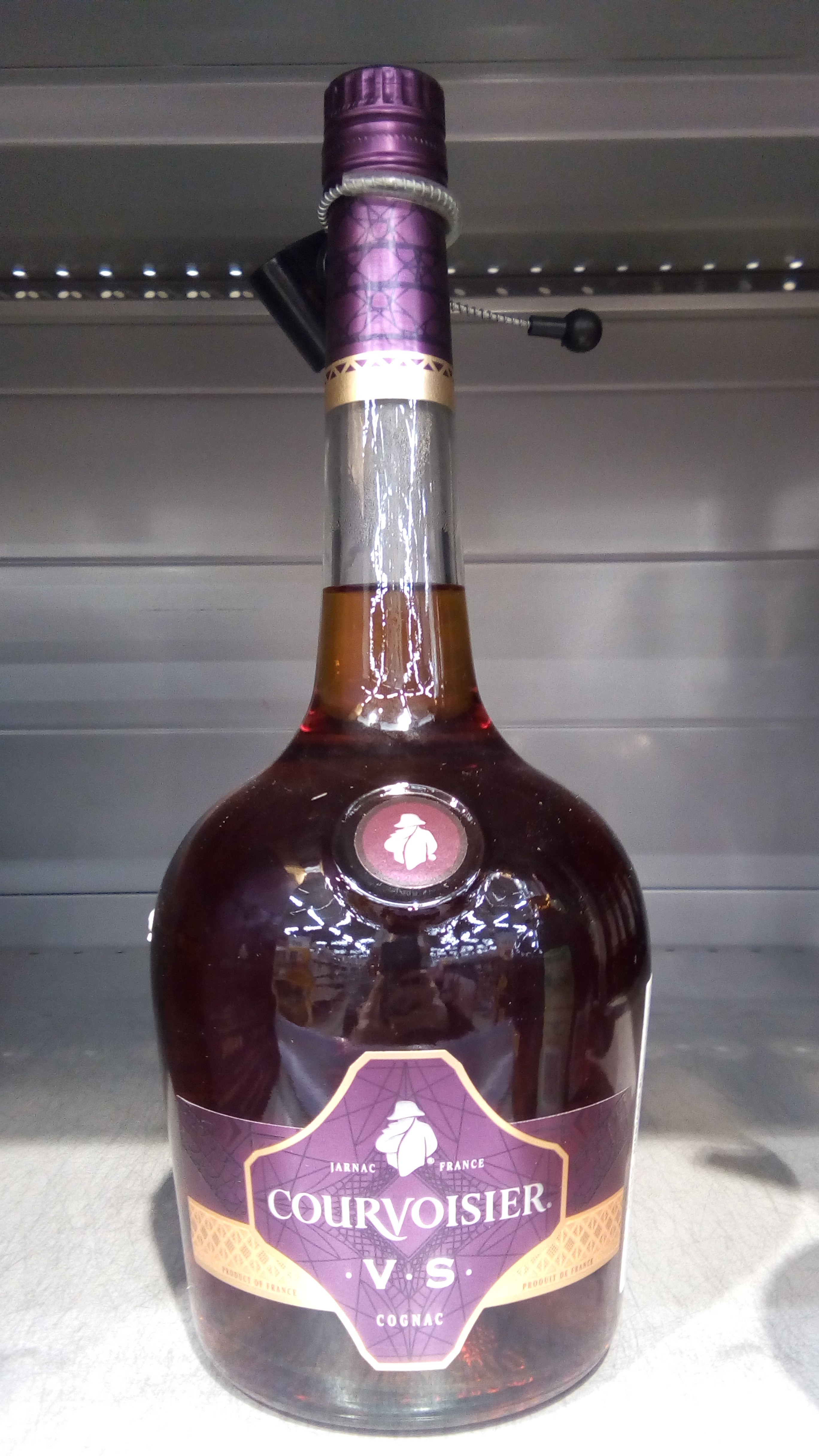
Бутылка Courvoisier VS, продаваемая в Москве в декабре 2021 г.

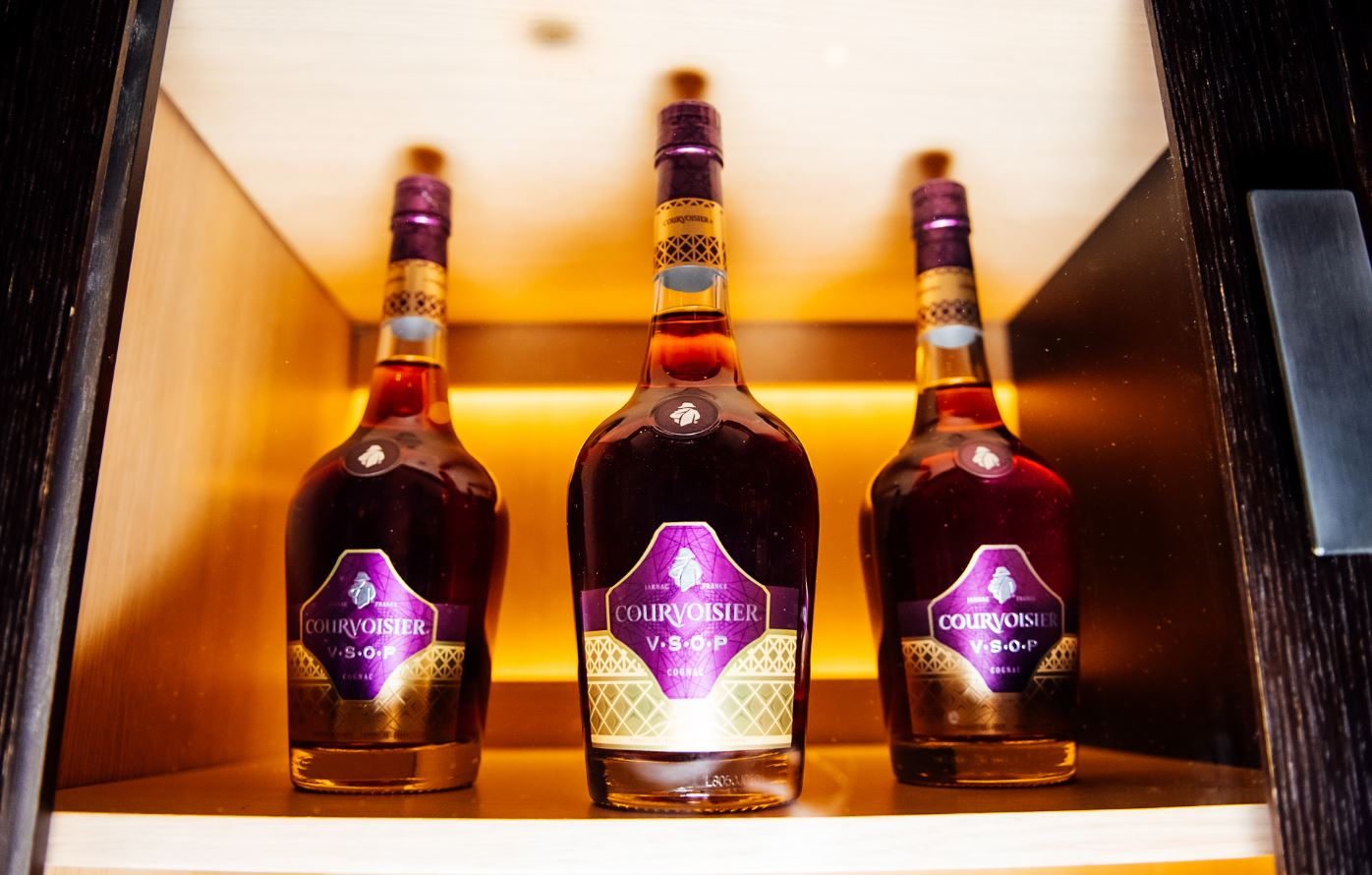
Бутылки Courvoisier VSOP

- Courvoisier VS. Купаж спиртов из областей Фэн-Буа и Пти-Шампань. Выдержка спиртов: 4-8 лет.
- Courvoisier VSOP. Купаж спиртов из Фэн-Буа, Пти-Шампань и Гран-Шампань. Выдержка спиртов: 5-10 лет.
- Courvoisier Napoleon. Ассамбляж спиртов из областей Гран-Шампань и Пти-Шампань. Выдержка спиртов: 10-20 лет.
- Courvoisier XO. Купаж спиртов из областей Гран-Шампань, Пти-Шампань и Бордери. Выдержка спиртов: 11-25 лет.
- Courvoisier 18 Year Old. Купаж только из спиртов из области Гран-Шампань. Выдержка спиртов: не менее 18 лет.
- Courvoisier Initiale Extra. Ассамбляж спиртов из областей Гран-Шампань и Бордери. Выдержка спиртов: 30-50 лет.
- L’Essence de Courvoisier. Ассамбляж спиртов из областей Гран-Шампань (преимущественно) и Бордери. Выдержка спиртов: от 50 лет. В купаж входят спирты начала 1910-х годов[4].

### Коллекционные выпуски
В 1988 году была выпущена коллекция Courvoisier Erté (Эрте) — плод сотрудничества коньячного дома с художником русского происхождения Эрте (Романом Тыртовым). Было выпущено 7 уникальных графинов, дизайн каждого из которых символизировал один из этапов производства коньяка, от виноградников до бокала. Для купажа были отобраны редкие коньячные спирты, часть которых датировалась 1892 годом.
В 2000 году, в честь наступления нового тысячелетия, был создан коньяк L’Esprit (Л’Эспри). Для купажа использовались уникальные спирты из главного хранилища дома Courvoisier под названием «Рай». Самые молодые спирты относились к 1930 году, а некоторые датировались временами Наполеона Бонапарта. L’Esprit разливался в хрустальный графин от дома Lalique.
В 2004 году коньячный дом выпустил 2500 бутылок коньяка Succession J.S. (Сюксесьон Жи Эс) в честь 200-летия со дня коронации Наполеона Бонапарта (2 декабря 1804 года). Коньяк представляет собой купаж коньячных спиртов урожаев первой половины XX века, полученных и выдержанных в поместье области Гран-Шампань. Коньяк помещён в деревянный короб ручной работы, который является точной копией мини-шифоньера Наполеона.
В 2005 году Courvoisier совместно с английским дизайнером Вивьен Вествуд представили The Courvoisier XO. Выпущено было только 150 бутылок, которые реализовывались исключительно в премиум-магазинах Harvey Nichols.

## Награды
- Courvoisier VS
  - 2019 год — Золотая медаль (San Francisco World Spirits Competition)
  - 2019 год — 91 балл, Золотая медаль (San Diego International Wine & Spirits Challenge)
  - 2019 год — Платиновая медаль (Spirits International Prestige)
  - 2016 год — Серебряная медаль (San Francisco World Spirits Competition)
  - 2015 год — Золотая медаль (San Francisco World Spirits Competition)
  - 2015 год — Серебряная медаль (BTI Ratings and Competition, 85 Rating)
- Courvoisier VSOP
  - 2019 год — Двойная золотая медаль (San Francisco World Spirits Competition)
  - 2019 год — Золотая медаль (New York World Wine and Spirits Competition)
  - 2019 год — Золотая медаль (Luxury Masters)
  - 2016 год — Золотая медаль (San Francisco World Spirits Competition)
  - 2015 год — Серебряная медаль (San Francisco World Spirits Competition)
  - 2015 год — Серебряная медаль (BTI Ratings and Competition, 89 Rating)
- Courvoisier Napoleon
  - 2019 год — Золотая медаль (Luxury Masters)
  - 2007 год — Двойная золотая медаль (San Francisco World Spirits Competition)
- Courvoisier XO
  - 2019 год — Двойная золотая медаль (San Francisco World Spirits Competition)
  - 2019 год — 93 балла, Золотая медаль (San Diego International Wine & Spirits Challenge)
  - 2019 год — 91 балл, Золотая медаль (Ultimate Beverage Challenge)
  - 2018 год — 95 баллов, Золотая медаль, титул «Лучший коньяк категории ХО» (Ultimate Beverage Challenge)
  - 2016 год — Золотая медаль (San Francisco World Spirits Competition)
  - 2014 год — Золотая медаль (The Cognac Masters)
  - 2013 год — Золотая медаль (San Francisco World Spirits Competition)
- Courvoisier 21 Year Old
  - 2012 год — Золотая медаль (International Wine and Spirit Competition)
  - 2012 год — Серебряная медаль (San Francisco World Spirits Competition)
- Courvoisier Initiale Extra
  - 2019 год — Двойная золотая медаль (San Francisco World Spirits Competition)
  - 2019 год — Золотая медаль (Luxury Masters)
  - 2019 год — Золотая медаль (Cognac Masters)
  - 2019 год — Золотая медаль (China Wine & Spirits Awards)
  - 2009 Год — Серебряная медаль (International Wine and Spirit Competition)
- L’Essence de Courvoisier
  - 2014 год — Золотая медаль (Spirits Design Masters)
  - 2011 год — Двойная золотая медаль (San Francisco World Spirits Competition)
  - 2010 год — Золотая медаль (Drinks International Travel Retail Excellence Awards)
- Courvoisier Succession J.S.
  - 2008 год — Серебряная медаль (San Francisco World Spirits Competition)
  - 2007 год — Best In Class, Золотая медаль (International Wine and Spirit Competition)